# Пулт
Пулт (Южный Пулт) — река в России, протекает в Красновишерском районе Пермского края. Устье реки находится в 93 км по правому берегу реки Язьва. Длина реки составляет 25 км. В 4 км от устья принимает справа реку Северный Пулт. До её впадения также именуется Южный Пулт.
Исток реки на отрогах Северного Урала в 37 км к юго-востоку от Красновишерска. Река течёт на юго-запад по ненаселённой местности, среди холмов, покрытых елово-берёзовой тайгой. Притоки — Северный Пулт (правый), Деншер (левый). Впадает в боковую старицу Язьвы у деревни Паршакова.

## Данные водного реестра
По данным государственного водного реестра России относится к Камскому бассейновому округу, водохозяйственный участок реки — Кама от водомерного поста у села Бондюг до города Березники, речной подбассейн реки — бассейны притоков Камы до впадения Белой. Речной бассейн реки — Кама.
По данным геоинформационной системы водохозяйственного районирования территории РФ, подготовленной Федеральным агентством водных ресурсов:
- Код водного объекта в государственном водном реестре — 10010100212111100005232
- Код по гидрологической изученности (ГИ) — 111100523
- Код бассейна — 10.01.01.002
- Номер тома по ГИ — 11
- Выпуск по ГИ — 1